# Kaskisaari (ö i Norra Savolax)
Kaskisaari är en ö i Finland. Den ligger i sjön Kiuruvesi och i kommunen Kiuruvesi i den ekonomiska regionen  Övre Savolax ekonomiska region  och landskapet Norra Savolax, i den centrala delen av landet, 400 km norr om huvudstaden Helsingfors. Öns area är 1 hektar och dess största längd är 130 meter i nord-sydlig riktning.